# 商店街

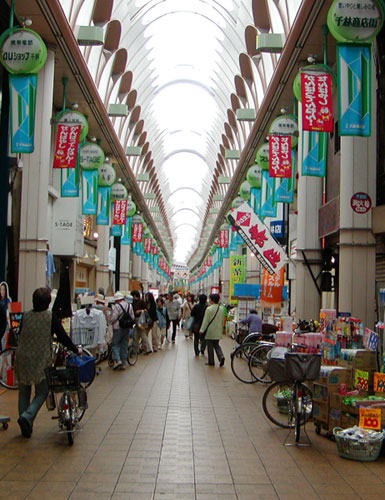
大阪府大阪市旭区にある千林商店街。大阪市の代表的な地域型（近隣型）商店街の一つである。

商店街（しょうてんがい）とは、商店が集まっている地区や、商店が建ち並んでいる通りのことをいう。また、地域の商店主の集まりを指す場合もある。

## 概説
定義、統計
経済産業省の商業統計では「小売店、飲食店及びサービス業を営む事業所が近接して30店舗以上あるもの」を一つの商店街として扱っており、2014年時点で全国に12,568ある。
ただし経産省中小企業庁は、商店街の明確な定義はないとしている。商店街を主たる対象とする法令としては、商店街振興組合法や中小小売商業振興法等があるが、これらの法令においても「商店街」の用語に詳細な定義は記していない。
商業統計の定義によれば、ショッピングセンターや多数の店舗が入居するビル等も商店街に含まれることになる一方で、外見は明らかに商店街でも、店舗数の条件を満たさないため集計対象にならない商店街も存在することになる。

## 歴史

### 起源
非常設を含めて、商人や商店が集まる場は世界各地に古代からあった。「市場の歴史」を参照。
日本でも平城京（現在の奈良市）、平安京（現在の京都市）にはともに、食料など物品を販売する東市、西市が設けられていた。中世の商工業は座による統制を受けることが多かったが、戦国時代には織田信長らの戦国大名により、新規参入を促して商業振興を図る楽市・楽座政策が採られた。      
江戸時代は商業が急速に発展し、各藩の城下町、街道沿いに発達した宿場町、仏教寺院近くの門前町（神社では鳥居前町）、港町に多くの商人が集まった。なお、寺院の門前町などで商品の中身を見せて（展示して）販売する商店街は仲見世（仲見世通り）とも称され、浅草寺（東京都台東区）の仲見世通りに現在もその名を残す。
共通するのは、商業地として栄えていたところや、人馬の往来が多いところなど集客を期待できる地域に店が集まって、自然に発生し、栄えていったことである。近現代には鉄道駅周辺がこれに加わった。

### 原型
20世紀前半に日本では農民層の減少と都市人口の急増という現象が生じ、都市流入者の多くは雇用層（有産階級）ではなく、元小作農などの無産階級出身者でも参入可能で資本をそれほど必要としない貧相な店舗、屋台、行商といった小売業の零細自営業であった。都市化と流動化による新たな小売業の零細自営業の誕生により、零細自営業を増やさないこと、そして貧困化させないことが課題となり、この課題を克服するなかで生まれたのが「商店街」という理念であった。現存する多くの日本の商店街は20世紀になって人為的に創られたものである。

### 保護規制と繁栄
組合として最初に組織化された商店街は、加賀藩城下町以来の繁華街である石川県金沢市片町地区で、1894年～1895年（明治27年～28年）頃とされている。1932年（昭和7年）の商業組合法で小売商の自治組織の法的基盤が確立され、1937年（昭和12年）に旧百貨店法で百貨店の開業や支店等の設置、売り場面積の拡張、出張販売などを許可制とし、1938年（昭和13年）に酒類販売免許制を導入し、1940年代に小売業の転廃業と免許制・距離制限が実施された。
人口増加とともに発展していった商店街は、太平洋戦争末期の日本本土空襲によって一度は焼け野原となった地域が多かったものの、戦後の復興とともに再び発展していった。GHQが独占禁止法で十分として百貨店法を廃止するも、主権回復後の1955年（昭和30年）に旧百貨店法に休日規定等を加えた新百貨店法（後に大規模小売店舗法）を復活する形で成立。1956年に自営業者からなる中小企業政治連盟（中政連）が結成。1957年（昭和32年）に中小組合にカルテルを認める等の中小企業団体法が成立。1959年（昭和34年）に大企業だけでなく、購買会や生活協同組合の事業に対しても、行政による制限が可能とする小売商業調整特別措置法が成立。1962年に商店街のメンバーが結成した組合に法人格を与える商店街振興組合法が成立し、政府が必要と認めた場合に補助金が交付されることが明記された。このような保護規制のもとで商店街は繁栄していった。

### 衰退へ
しかし、繁栄も長くは続かず、特に地方では低迷するようになった。1960年代以降、モータリゼーションの波により、人々の移動手段が鉄道やバスから自家用車へ変化していくと、駐車場が広くて目新しい商品を多く扱う大資本経営の大型郊外店が進出するようになった。これに比べて商店街では駐車場が少なく、魅力の乏しい旧態依然とする店舗が多いところでは客足が遠のいていくようになる。
また1980年代以降の日米貿易摩擦による貿易交渉により大規模小売店舗法の保護規制の緩和・解消がされたことも商店街の衰退に拍車をかけ、規制緩和以降、大型商業施設が商店街を圧倒していく。
その結果、郊外の住宅地や地方などの商店街の中にはシャッターを下ろした店舗が立ち並び、シャッター通りと呼ばれるようなゴーストタウンに近いものもみられるようになった。そうした商店街にサラ金ビル、風俗店、催眠商法が進出する例もある。
さらに2008年（平成20年）にリーマンショックが起きると、日本のほとんど産業・業種にその影響はおよび、多くの産業・業種で売上げは減少した。商店街も例外ではなく、さらに苦境に立たされることになり、2009年の1年間で、日本全国で400の商店街が消滅したというデータもある。
また、東日本大震災などの自然災害やコロナ禍などの感染症などの蔓延などが商店や店舗の廃業や撤退のきっかけになる場合もある。以前から顧客減少や店主の高齢化、後継者難で廃業の時期を窺っていたような個人店が災害や大規模感染症の発生をきっかけに廃業を決めたケースも多く、商店街の衰退にさらに拍車をかけるという例もある。
インターネット通販の拡大、バブル崩壊後の低成長、少子高齢化などもあり商店街を取り巻く環境は厳しくなっており、構成する店舗の廃業や撤退が相次いでいる。

## 分類・類型

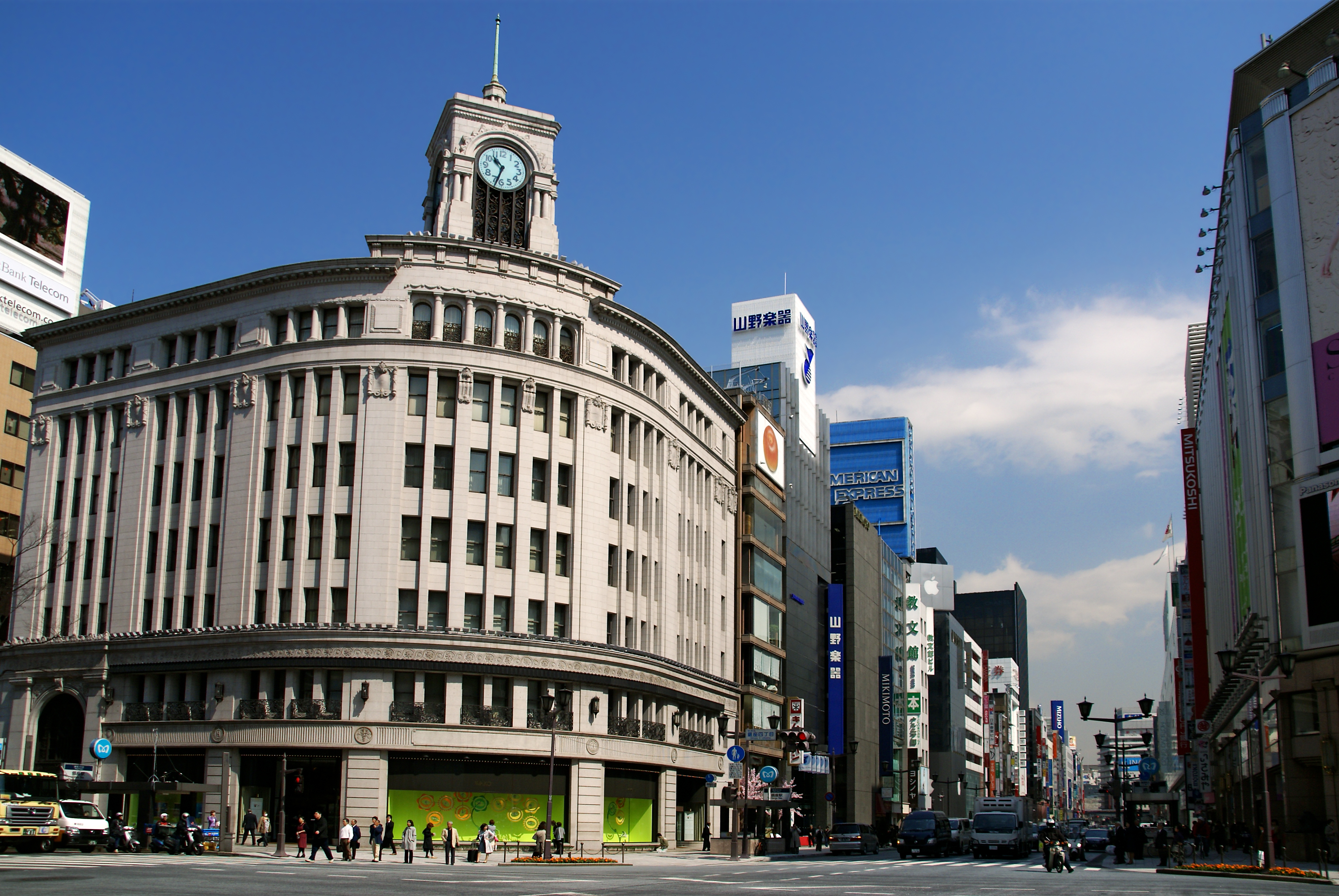
都心型商店街の代表格である東京の銀座（写真は銀座四丁目交差点）。高級商店街として、専門店やデパートなどが多く並び、その名は日本国外にも知られている。

### 店舗構成からの類型化
店舗構成や商品、移動手段に着目すると、以下の類型がある。
近隣型地元住民が徒歩または自転車などで移動して日用品の買物を行う商店街。最寄り品中心。
地域型徒歩、自転車、バス等で来街する商店街。近隣型よりもやや広い範囲で、最寄り品および買回り品が混在する。
広域型百貨店、量販店等を含む大型店がある商店街。最寄り品より買回り品が多い。
超広域型百貨店、量販店等を含む大型店があり、有名専門店、高級専門店を中心に構成される商店街。遠距離から来街する。

### 立地
古典的な商店街は都心、駅前、門前街、観光地などに立地するところが多い。しかしマイカーの普及に伴うモータリゼーションの進行や、バイパス道路や高速道路などの交通網の発達はこれら地域の衰退をもたらし、郊外化を加速した。
大都市の場合、地域再開発あるいは集客力を持つ店舗の登場で立地環境が変化し、新たな商店街が形成される場合もある。例えば、東京都渋谷区の公園通りは、以前は渋谷駅から渋谷区役所へ至る坂道でしかなかったが、舗装の改善・道路幅員の拡張など沿道整備と並行して集客率の高いファッションビルPARCOなどを建設したことで、新名所として商店街を形成、活況を呈するようになった。類例として、明治通り沿いのラフォーレ原宿周辺などがある。

## 形態
商店街は、一般には道路の両側に店舗が張り付く形態が多い。このため、商店街は横の百貨店とたとえられた時期もある。中には、これらが複合化し実質的に面状の商店群を形成しているものや、わき道に飲食店やファッション関係の小店舗など、路面店とは別の業種・業態の店舗が張り付き、魅力ある市街地を形成している例も多い。
また、イメージアップのためにアーケードや街灯、カラー舗道などで、商店街であることが視覚的に認識できるようにしているものも多い。アーケードや街灯、舗道の形や色が途中で変わるのは、商店街組合の境界を示す一例である。
変則的な例としては、地下街そのものや集合商業施設などの店舗が集合した状態の施設も商店街と位置づけられることがある。たとえば、東京駅八重洲口地下の名店街、新宿駅地下のサブナード、東京都港区赤坂のアークヒルズ、港区六本木の六本木ヒルズなどがある。

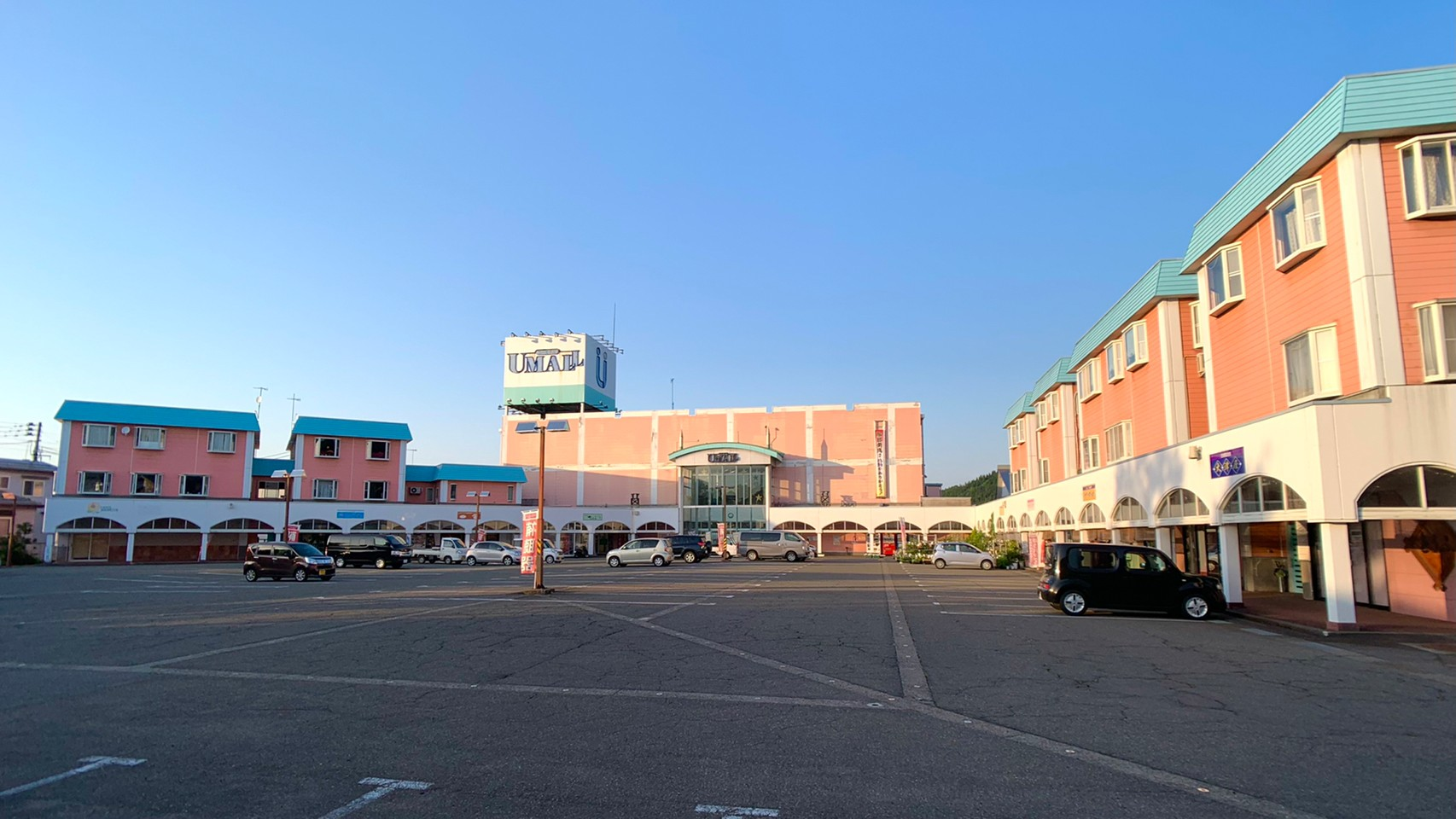
道路拡幅により商店街から17店が移転したショッピングセンター「Uモール」。本棟から左右に伸びる個別店舗の階上には住宅が自費建築された（新潟県十日町市）

他には、元々は通常の商店街であったが、駅前再開発などでビルが建設されるために一時閉店するが、その土地の地権者であることに変わりないため、その再開発ビルに引き続き出店してビル内に商店街を形成するケースもある。たとえば埼玉県さいたま市大宮区のOSS24（再開発後にできた、そごう大宮店のビルに出店）、千葉県柏市のファミリかしわ（再開発後にできた、丸井柏店（現：柏マルイ）のビルに出店）がある。また、道路拡幅や河川整備などに伴う集団移転の一環として、商店街がショッピングセンター内に移転する例もある（新潟県上越市のエルマール、同十日町市のUモールなど）。

## 構成
店舗の構成は立地により大きく異なる。近隣型では、日用品や身回品を中心に食料品・衣料品・雑貨店、さらには食堂・居酒屋などの飲食店が混じるなど多岐にわたる場合が多い。広域型になるにつれて、買回品、飲食店などが増えてくる。古い商店街では呉服店の多い商店街がある。
特殊な構成形態としては、料飲店の集積した飲み屋街もあるが、これは通常「商店街」とは呼ばれない。

## 名称
商店街の名称に決まりはなく、必ずしも一定ではない。東京の銀座から取った「○○銀座」の名称は都市部に限らず日本の各地で目にすることができる。そのほかにも「銀」の付く商店街は多い。なお、戸越銀座商店街が「銀座」レプリカの第一号とされており、正式に銀座から認定を受けている。類似の呼び名で「名店街」や「すずらん通り」「並木通り」などがあるが、これも商店街の一種である。
近畿地方から九州にかけて主に食料品や日用品を扱う小規模な商店街のことを「市場（いちば）」と呼ぶことも一般的である。また京都市やその周辺では、新京極通から取った「○○京極」という商店街名が複数存在する。

### ショッピングモール
近年では、「○○モール」と呼んでいるところがある。これは1970年代にランドスケープアーキテクトのローレンス・ハルプリンが計画したショッピングモールの成功例が紹介され、英語の散歩道や直線状の商店街またはショッピングセンターを意味する英語のモール「mall」が定着したからである。

## 組織
商店街は一般には商店が連なった街区によって成り立ち、商店街の組織はいわゆる町内会と同等の任意団体である。ただし、地域振興・商店街内の相互扶助を目的とし商店街振興組合法の規定を満たすことにより、商店街振興組合として組合組織を形成することができる。有力な商店街の中には、振興組合として専従職員を雇用し、商店街活動の企画・運営・福利厚生事業などを積極的に行っているものもある。たとえば以下のようなものが挙げられる。
- ポイントカードやクーポン券の共同発行
- 中元セール、歳末セールなどの販売促進の企画運営
- リゾートクラブ、スポーツクラブなどと法人契約を行い商店主や従業員に対する福利厚生活動
- 利用者および各商店に対する駐車場経営

## 低迷の要因
以下に商店街の低迷の要因を列挙するが、栄えている商店街もある。また、商店街は一致環境や商業者の構成などがそれぞれ異なっていることから、以下の要因が全ての商店街に当てはまるものではない。

### モータリゼーションの進展、車社会の到来
所得の向上と共にモータリゼーションが進展し、消費者の購買行動の変化をもたらした。

#### 生活行動圏の拡がり
「徒歩→自転車」へ、「自転車→自動車」（広域的には鉄道→自動車）へと交通手段が変化していくにつれて行動圏は拡大し、商業者はより広い範囲での競争にさらされることになった。

#### ワンストップショッピング
日常の買い物ではスーパーマーケットやそれを核とした大型のショッピングセンターが支持されるようになった。駐車場が不足しているうえ、冷暖房やカート、バリアフリー設備、所によっては屋根も無い横長の商店街中を買った商品を下げて歩き回る必要があり、それぞれの店舗で精算する必要のある商店街は不利だった。

#### 駐車場
自転車や鉄道バス中心の時代までは商店街の時代といえたが、車の時代からは構造的に車対応となっていない商店街（駐車場がない、狭い、高い店舗）は不利になった。
商店街には駐車場が少なく、マイカー利用者にとってゆっくりと買い物を楽しめないうえ、一定額以上の買い物をしないと駐車券をもらえず、時間制限もあるシステムが取られていることが多い。一方、郊外型店舗の駐車場は（店舗にもよるが）当該店舗で買い物・飲食しなくとも、営業時間内に限り原則無料というシステムがとられており、利用時の利便性に大きな差がある。
かつては商店街の弱点が駐車場の不足とされていたが、商店街自体の衰退と入れ替えに店舗跡地や住宅跡地へ100円パーキングが進出したことで、駐車場の量的な不足については補われている場合もある。

### 消費者の生活スタイル・意識の変化
所得の向上につれて消費財が普及していったが、そうしたものが行き渡ると、衣服や身の回り品などの買回品は、より多くの商品を見比べたうえで自分の好みにあったものを買い求めたいというニーズが生まれ、品揃えの豊富な大型店舗が消費者の支持を集めた。
また、食料品や日用品などの最寄品における生活の洋風化や、家庭という単位自体が社会的な構造の変化を受けたことにより、家庭や個人の調理の手間が簡略化されるに連れて、加工食品や調理済み食品などが開発されて普及していった。従来からの伝統的な品揃えの近隣の既存商店よりも、品揃え豊富でまとめ買いができる量販店が好まれるようになった。その反面、呉服店などかつては商店街の重要な構成要素だった業種は縮小を迫られていった。
こうした消費者の意識・生活スタイルの変化は、既存商店街における顔の見える関係に基づいた既存商店の接客の煩わしさや、商品の選択肢の不足に対する不満を生み、客足が遠のいていった。
現在では量販店同士が競争にさらされ、上記事項を含めた様々な要因による商店街の弱体化と引き替えに地域の中核と成り代わっていた量販店自体が、衰退・撤退する場合もあり、商店街地域全体の低迷を加速させる要因となっている。

### 多様な店舗形態の登場
モータリーゼーションの進展に伴い、車での来訪を前提とした飲食店を含む米国流の業態が日本に多数紹介され、日本流にアレンジされて受け入れられていった。また、各地に数多く生まれた新業態の中から全国展開を狙う大手資本が生まれ、チェーン展開していき、バーゲイニングパワーをテコに廉価販売を競った。そうした業態店舗の店づくりや品揃え、ディスプレイは商店街の店舗に比べて消費者には当時魅力あるものに映った。
また、大手量販店は資本力で勝るため商品の目玉価格の設定ができ、広告宣伝をはじめとした販売促進も巧みで店舗展開のスピードも速く、既存の商店街にとって大きな脅威となった。特に玩具店や紳士服店、ベビー衣料、カメラ・DPE店、家電店などは郊外店や大型駅前店のビジネスモデルが確立し、既に在来の商店街では成り立ちにくい業種となりつつある。
一部の都市圏においては、交通事情の発達及び店舗形態モデルを成立させる用地の確保が不安定であるため、主にこれらの要因は郊外や地方における商店街衰退の一因となっている。
ロードサイド型（郊外型）専門店大規模小売店舗法があった時代には規制をかいくぐる形で500m2未満に押さえた標準店舗の出店をすすめた。近年ではますます巨大化している。
ショッピングセンター（ショッピングモール）こちらも主要道路沿いなどにイオングループなどが大規模な店舗を多く作り、中心市街地から客を導いている。
ホームセンター（HC）・郊外型家電量販店カインズホーム、ヤマダ電機（群馬県）、コジマ電気（栃木県）、ジョイフル本田、ケーズデンキ（茨城県）、島忠（埼玉県）、ケーヨー（千葉県）、コメリ、アークランズ（新潟県）、ニトリ、ホーマック（北海道）などのように関東や新潟、北海道といった平地の広い地域を中心に郊外化・大型化が進んだ。上記の大規模ショピングセンター内に併設されている場合も多い。
駅前の百貨店、ゼネラルマーチャンダイズストア、スーパーマーケットの自動車来店への対応および大型化、特化
コンビニエンスストア
ドラッグストア
駅ナカモータリゼーション、郊外型の類ではないが、店舗形態の1つとして扱う。JR東日本などが推進する駅ナカにより、駅前商店街での消費は更に落ち込む傾向にある。
通信販売の普及送料・代引手数料などの経費が上乗せされるが、田舎で生活しても手軽に注文できるようになった。送料・代引手数料を合わせた経費が、「専門店のある都市」までの交通費より安くなることもある。

### 中心市街地から郊外への人口流出
郊外の社会資本整備と宅地化が進み新しい住宅を求め旧市街から人口が流出（ドーナツ化現象）し、それを追うようにロードサイド店舗も増加・多様化していった。そして車社会の郊外に住む消費者は労働人口が多く自家用車で気軽に行けるロードサイド店舗に吸収されてしまい、旧市街では過疎化と老齢化が進んで商店街も衰える結果となった。地方で多くみられる商店街の衰退と買い物難民の発生する要因となっている。
他にも、大都市近郊において高度経済成長期にニュータウンとして開発された地域では、高層住宅の階下階などを利用した商店街も作られていたが、そのような地域でも1990年代以降は子供世代の独立による少子高齢化に伴う人口減少などから、それに伴ってニュータウン内の商店街も衰退するようになり、店舗の廃業や空き店舗の増加、高齢化してニュータウンに取り残された住民が買い物難民化するといった現象も発生している。

### 農山漁村から都市への人口流出
商業は後背地の人口と経済力に支えられているが、1960年代から農山漁村から都市への人口流出がほぼ一貫して続き、農山漁村を商圏としている商店街にとってはダメージとなった。

### 産業構造の転換による人口流出
産炭地や企業城下町においても、1960年代以降のエネルギー革命や1980年代以降の円高によって、炭鉱・鉱山の閉鎖や工場の撤退・海外移転が相次ぎ、それに伴う人口の減少や地域の衰退によって、それまで工場や鉱山の関係者を顧客にしていた商店街にとっては大きなダメージとなった。

### 商店街の内部要因
上記はいわば商店街にとって外部要因であるが、時代の変化に乗り遅れた商店街の内部要因も指摘される。上記にある小売業をめぐる急激な変化に対応しきれていないことや、商売に対する危機意識の低下もみられる。商店主は商店という会社の代表であるため、商店街は振興組合組織にはなっていても、構成自体は商店主の寄り集まりに過ぎず、組織力の弱さも挙げられる。こうした商店街として意思決定を統一して実行することの難しさの他に
1. 商店街がある所はかつての一等地であるため、以前の状況を含めて地主・家主の想定した立地条件と、現在の環境に齟齬があり、そこで得られる経済価値に比較して地価・賃借料が高い。
2. 商店街は自然に発生してきたことから、土地をめぐる権利関係が錯綜していることがある。
3. 商店街を構成する商店は、店舗と住居が一体化していることがあり、廃業して商店機能を失った後でも多くは住居利用が継続される。この場合、商店機能の再生には、住居機能の維持という制約が付加されることとなる。ただ、住居利用が継続されても、元店主及びその配偶者が死去した場合は、空き家や土地建物の遺産相続などといった別の問題も生じる。

これらのことから、活性化の一つの要素である新規参入が少なく、抜本的な立地改善を意図した「面的開発」が難しいといった問題点を抱えている。また、商店街活動の中心になるべきかつての大店の中には、不動産や金融資産の蓄積を有しているケースもあり、これが商業を生業とする必要性を乏しくさせているため、商店街活動の活性化を難しくしている。

## 郊外化の問題点と再生にむけた動き

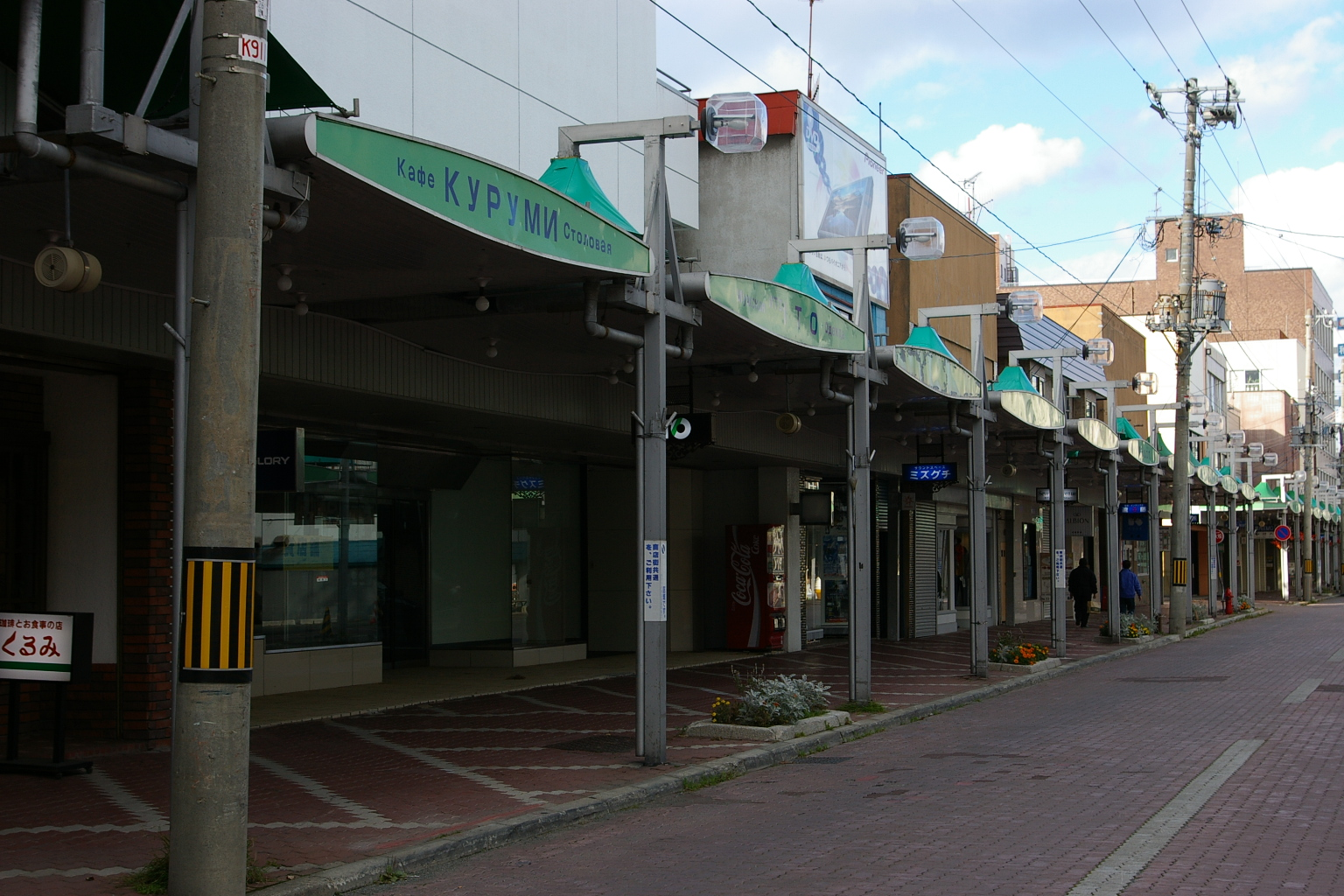
北海道稚内市中心部の商店街。
人通りも疎らで閉店している店舗も多い。

### 商店街衰退の問題点
高齢化への対応商店街周辺の自動車を利用できない者の食料品や日用品の買い物が困難となりつつある（買い物難民）。
まちの安全性・治安の悪化まちに活気がなくなった結果、治安が悪化するといった問題が発生している。

### 活性化に向けた動き
こうした状況に危機感を抱き、商店街も行政も様々な対策を講じてきた。商店主の創意工夫と努力により、魅力ある商店街づくりに取り組み、賑わいと活気を取り戻した例も少なくない。

#### 商店街レベル
- イベントの開催（季節の祭り、福引など）
- キャラクターの採用
  - 境港市ではゲゲゲの鬼太郎をはじめとする妖怪をモチーフにした水木しげるロードを作り観光客を集めようとしている。
  - 2000年代に入って戦隊ヒーローをモチーフにした地域独自のマスコットキャラクターを生み出し、子どもの人気や地域の注目を集め集客力を高めようとする。
  - 山形県酒田市のSHIPのようなローカルアイドルグループの育成により集客力を高めようとする。
- 駐車サービス（契約駐車場の確保、駐車券の配布）
- 商店街設備の近代化（アーケードの設置・改修、カラー舗道化、ベンチなどの設置など）
- 顧客の固定化を意図したサービス（スタンプサービス、商品券サービスなど）
  - 商店街独自のポイントサービスとして、商店街で買い物をするとポイントがたまり、一定のポイントがたまると当該商店街で使える商品券や地域通貨などを発行する。
- 買い物代行サービス
- 空き店舗の活用
  - 空き店舗が目立つと敬遠され、人通りが少なくなることから、シャッターアートやギャラリーやイベントスペースとして活用。
- 販売促進（統一セール、販売促進イベント、商店街共同のチラシ配布など）
- 情報化対応
  - インターネットを利用した商店街の紹介。
- 観光地化
  - 著名な商店街の場合にはその「ブランド力」を利用して観光地化することがある。有名な例では、巣鴨の商店街が「おばあちゃんの原宿」として高年女性の人気を集めている例などが紹介される。
- 月に1度、商店街の全店の店頭で「100円均一」のイベントを開催し、潜在顧客の開拓[19]。「100円 商店街」などのイベント名称など[19][注釈 1]。
- 地域の介護施設などで「出張商店街」を行う。あらかじめ介護施設と交渉。介護施設の多目的スペースなどに商店街のほうから各商店のふさわしい商品を運び、各商店からの商品を並べ「出張商店街」を行う（介護されている高齢者のほとんどは外出ができず、買い物はひとまかせにせざるを得ず、あれこれ商品を比較して選ぶ買い物の楽しみが奪われてしまっているので、出張商店街が来てくれることは嬉しく思う。よって出張商店街は盛況となる。1介護施設への出張は月に1度で、その場での売り上げは5万円程度でも、複数の施設に出張すれば売り上げは加算されてゆく。さらに「出張商店街」を契機として（その心意気に感謝して）、介護施設側が日用品・補充品などを商店街から購入してくれるという派生効果が出る場合もあり、結果として1商店街で月あたり数百万円の売上高押上げ効果が出ている例もある）（"待ち"の戦術から、自ら外へ出かけてゆく戦術へ、ということ）[19][注釈 2]。

#### 行政の対応
1. 個別商店・商店街の活動支援（アーケードの設置補助、イベント開催の支援など）
2. 出店調整
3. まちづくり支援

である。
2の出店調整については、大規模小売店舗法の時代に大いに活用され、地方独自のルールすら編み出された。ただ、出店を希望する側にとっては、自由競争の建前からは事業機会を不当に阻害しているとの指摘もある。
近年では、3のまちづくりの方向に沿った施策が中心になっており、前述の地域再開発や商店会加入促進を促す条例の制定（例：世田谷区の区産業振興基本条例）、法制面では中心市街地活性化法が注目される。（2006年6月新法成立、同年8月22日施行、同法も合わせいわゆるまちづくり3法の見直し）。
中小企業庁では、全国の商店街の活性化を図ることを目的として、賑わいや活気を取り戻した手本となる商店街を参考にして他の商店街も頑張ってもらいたいとの願いから、模範となる商店街を2006年（平成18年）に「がんばる商店街77選」、2009年（平成21年）に「新・がんばる商店街77選」に選定した。

## 最近の傾向
監視カメラ駐車した自動車や自転車の破壊・盗難、一般人を狙ったひったくり、麻薬の密売といった路上での犯罪を防ぐため、街路に監視カメラを設置する動きがある。
中心市街地活性化、まちづくり3法
電子商店街インターネット対応については直接商店街を活性化させるわけではないものの、店舗がインターネット上での商店街を模したショッピングモール（電子商店街、電子モールなどと呼ばれる）に出店し、販売機会を増やし売上げを増やすことで活路を見出そうとする動きもある。小さな個人ショップでも登録可能なネット3丁目商店街のような無料で登録できるネット商店街もある。
タウンマネージメント機関「タウンマネージメント機関（「まち」全体を一つの商業区域・施設と捉え経営の調整を行う自治組織の通称）」を結成し総合的な商店街の維持・発展を目指す。
法人化と事業協同組合運営最近は組合だけ入り、個人経営を辞めて法人化による運営や事業協同組合で行う商店街もある。
スーパーやショッピングモール内の共同店と専門店街化商店街の中にはイオンモール、アリオ、コープみらいとの共同店（駅前または駅構内）や専門店街化（半分は商工会議所と商店街の管理運営）としてリニューアルする商店街もある。他に商店街をショッピングモール化した「まちモール」とする商業施設がある。